# Yoshiyuki Matsuoka
Pour les articles homonymes, voir Matsuoka.
Yoshiyuki Matsuoka (松岡義之, Matsuoka Yoshiyuki), né le 6 mars 1957 dans la préfecture de Hyōgo, est un judoka japonais évoluant dans la catégorie des moins de 65 kg (poids mi-légers). Il est sacré champion olympique en 1984.

## Palmarès
| Année | Compétition           | Lieu        | Résultat | Catégorie      |
| ----- | --------------------- | ----------- | -------- | -------------- |
| 1983  | Championnats du monde | Moscou      | 2e       | Moins de 65 kg |
| 1984  | Jeux olympiques       | Los Angeles | 1er      | Moins de 65 kg |
| 1985  | Championnats du monde | Séoul       | 3e       | Moins de 65 kg |